# Dugolančani enoil-KoA reduktaza
Dugolančani enoil-KoA reduktaza (EC 1.3.1.93, TSC13 (gen), CER10 (gen)) je enzim sa sistematskim imenom dugolančani acil-KoA:NADP+ oksidoreduktaza. Ovaj enzim katalizuje sledeću hemijsku reakciju
dugolančani acil-KoA + + {\displaystyle \rightleftharpoons } dugolančani trans-2,3-dehidroacil-KoA + +
Ovaj enzim je četvrta komponenta elongaze, mikrozomalnog proteinskog kompleksa koji je odgovoran za produžavanje palmitoila KoA i stearoila KoA (kao i njihovih modifikovanih formi) do dugolančanih acil KoA molekula.

## Literatura
- Nicholas C. Price; Lewis Stevens (1999). Fundamentals of Enzymology: The Cell and Molecular Biology of Catalytic Proteins (Third изд.). USA: Oxford University Press. ISBN 019850229X.
- Eric J. Toone (2006). Advances in Enzymology and Related Areas of Molecular Biology, Protein Evolution (Volume 75 изд.). Wiley-Interscience. ISBN 0471205036.
- Branden C; Tooze J. Introduction to Protein Structure. New York, NY: Garland Publishing. ISBN 0-8153-2305-0.
- Irwin H. Segel. Enzyme Kinetics: Behavior and Analysis of Rapid Equilibrium and Steady-State Enzyme Systems (Book 44 изд.). Wiley Classics Library. ISBN 0471303097.
- William P. Jencks (1987). Catalysis in Chemistry and Enzymology. Dover Publications. ISBN 0486654605.

## Spoljašnje veze
- Very-long-chain+enoyl-CoA+reductase на 